# Herefordshire
Herefordshire, officiellt County of Herefordshire,  är ett ceremoniellt grevskap och en enhetskommun (unitary authority) i regionen West Midlands i England. Huvudort är Hereford. Det gränsar till de engelska grevskapen Shropshire i norr, Worcestershire i öster och Gloucestershire i sydost, samt de walesiska grevskapen Monmouthshire och Powys i väster.
1974 slogs grevskapet samman med Worcestershire för att bilda det relativt kortlivade Hereford and Worcester. I Hereford and Worcester täcktes Herefordshire av distrikten South Herefordshire och Hereford samt delar av Malvern Hills och Leominster. 1998 delades Hereford and Worcester igen, och Herefordshire bildade en enhetskommun som också utgör ett grevskap.

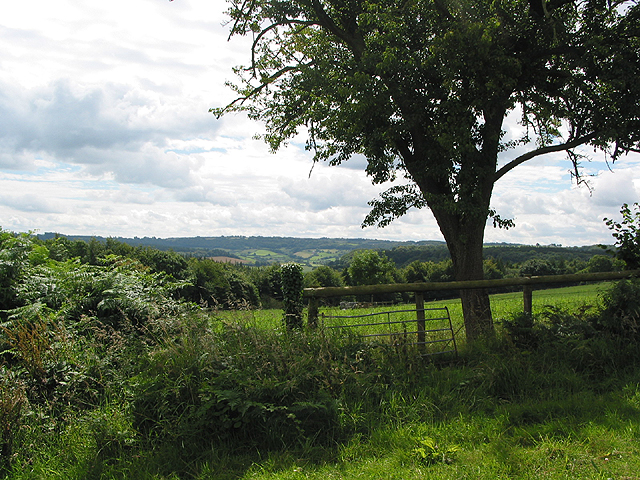
Landskap vid Penyard Hill i västra Herefordshire, med utsikt mot Forest of Dean.

De viktigaste samhällena i grevskapet är Hereford, Leominster, Ledbury, Ross-on-Wye, Kington och Bromyard.
Herefordshire är ett mycket lantligt grevskap som är mest känt för fruktodling och cidertillverkning. Det moderna jordbruket har satt de gamla fruktodlingarna under tryck, men många finns kvar och erbjuder en boplats åt den sällsynta skalbaggen ädelguldbagge (Gnorimus nobilis). Herefordshires grevskapsblomma är misteln.

## Historia
Under 600-talet tog sig västsaxarna över Severn och etablerade sig i området mellan Wales och Mercia. Området införlivades snart i Mercia. 676 upprättades Herefords stift, som idag täcker Herefordshire och en del angränsande områden. På 700-talet utvidgade kung Offa Mercia till floden Wye och säkrade gränsen med jordvallen Offa's Dyke, som fortfarande finns kvar på sina ställen.
Herefordshire upprättades förmodligen under kung Athelstans dagar, och omnämns i den anglosaxiska krönikan 1051. I Domesday Book räknas delar av Monmouthshire och Radnorshire (idag i Wales) till Herefordshire, och den exakta gränsen mot Wales var osäker fram till det slutliga införlivandet av Wales i England 1535.
Under 900-, 1000- och 1100-talen var Herefordshire skådeplats för många strider mellan daner, walesare, anglosaxare och normander. Från denna tid finns många lämningar av slott och andra fästen. Vilhelm Erövraren gav William Fitz Osborn i uppdrag att kväsa oroligheterna i Herefordshire. Även i fortsättningen kom Herefordshire att spela en roll i engelsk inrikespolitik. Under inbördeskriget på 1100-talet hölls slotten i Hereford och Weobley av motståndare till kung Stefan av Blois, men de tvingades kapitulera 1138. År 1326 samlades parlamentet i Hereford och avsatte Edvard II. Herefordshire stödde huset York under rosornas krig och rojalisterna under engelska inbördeskriget.

## Politik
Herefordshire representerades i Englands parlament för första gången 1295, med två ledamöter från landsbygden och två vardera från Ledbury, Hereford, Leominster och Weobley. Idag har grevskapet två ledamöter i Storbritanniens parlament. 
Sedan delningen av Hereford and Worcester är Herefordshire en enhetskommun, med både primär- och sekundärkommunala funktioner, med Hereford som huvudort. Kommunen är indelad i 235 civil parishes för visst lokalt självstyre.

## Ekonomi
Jordbruket har alltid varit viktigt för Herefordshire, men det är inte lika dominerande som det en gång var. Under de senaste åren har det förändrats kraftigt.
Grevskapet är känt för äppel- och päronodlingar, samt för cider. På senare år har jordgubbsodlingar, i skydd av polyesterdukar, blivit en snabbväxande jordbruksgren. Polyesterdukarna ger bättre odlingsresultat men har fått viss kritik av estetiska skäl.
Förr hade majoriteten av grevskapets jordbruk mjölkkor. Stigande investeringskostnader, långa arbetsdagar, fallande mjölkpriser samt mul- och klöv- och galna ko-sjukorna har gjort att mjölkproduktionen har minskats drastiskt.
Herefordshires lerjordar har historiskt gjort potatisodling svår. I början av 1990-talet gjorde nya, starkare traktorer det möjligt att expandera potatisodlingen. Eftersom jordarna inte tidigare hade använts till potatis var de fria från potatisnematoder, vilket sparade in besprutningskostnader. Potatis kunde endast odlas vart femte år på ett visst fält, så för att få tillräckligt stora odlingsarealer arrenderade potatisodlarna mark från närliggande lantbruk. Detta gjorde att potatisinkomsterna hjälpte även resten av det krisdrabbade lantbruket.

## Transport
Bergen i mellersta Wales gör att de huvudsakliga förbindelserna mellan södra och norra Wales löper genom Herefordshire, både vägar och järnvägar. Flera vägar går också i sydväst-nordostlig riktning, bland annat motorvägen M50, som är en del av vägförbindelsen mellan Cardiff och Birmingham. Hereford är en viktig knutpunkt i vägnätet, och eftersom förbifarter saknas är stadens centrum ofta drabbat av trafikstockningar.
Floderna Wye och Lugg var historiskt viktiga farleder, men de omfattande årstidsberoende vattenståndsvariationerna har gjort att nästan bara kanoter och fiskarbåtar (coracles, små runda båtar) används idag. I början av 1800-talet grävdes också två kanaler, Hereford & Gloucester Canal och Leominster & Stourport Canal. De var dock aldrig framgångsrika, och få spår finns kvar av dem idag.